# World Athletics Continental Tour 2020
Die World Athletics Continental Tour 2020 ist die erste Ausgabe einer jährlichen Serie von Leichtathletik-Elitewettkämpfen, die von der World Athletics (früher: IAAF) anerkannt wird. Die Tour bildet nach der Diamond League die zweite Stufe internationaler eintägiger Wettkämpfe, mit Ausnahme von 200 m, 3000 m Hindernislauf, Diskus-, Hammerwurf und Dreisprung, bei der sie die oberste Stufe bildet, da diese Wettkämpfe ab 2020 aus der Diamond League gestrichen wurden. Die Eröffnungssaison der Serie fand 2020 statt.